# Giambattista Spinola (1615-1704)
Giambattista Spinola (Madri, 20 de setembro 1615 - Roma, 4 de janeiro de 1704) foi um cardeal do século XVIII.

## Biografia
Nasceu em Madri em 20 de setembro 1615. De uma ilustre família genovesa. Quarto dos doze filhos de Luca Spinola e Battina Lomellini. As outras crianças eram Maria, Giacomo, Giovanni Domenico, Pellina e seis crianças que morreram sem descendência. Seu primeiro nome também está listado como Giovanni Battista. Sobrinho do cardeal Giandomenico Spinola (1626). Tio dos Cardeais Giambattista Spínola, Jr (1695); e Nicola Gaetano Spinola (1715). Outros cardeais dos vários ramos da família Spinola foram Agostino Spinola (1527); Filippo Spinola (1583); Orazio Spinola (1606); Agustín Spínola (1621); Giulio Spínola (1666); Giambattista Spínola, Jr (1695); Giorgio Spinola (1719); Giovanni Battista Spínola (1733); Girolamo Spinola (1759); Ugo Pietro Spinola (1831).
Obteve o doutorado in utroque iure, direito canônico e civil. Recebeu o diaconato.
Abade commendatario de Ss. Pietro e Giovanni di Tarento.
Eleito arcebispo de Acerenza e Matera, com dispensa por ainda não ter recebido o presbitério, em 18 de maio de 1648. Consagrado, em 14 de junho de 1648, basílica patriarcal da Libéria, Roma, pelo cardeal Giulio Sachetti. Transferido para a sede metropolitana de Gênova, 10 de novembro de 1664; forçado a renunciar ao governo da arquidiocese de Gênova, em 16 de março de 1681. Nomeado secretário da SC de Bispos e Regulares pelo Papa Clemente X. Governador de Roma e vice-camerlengo da Santa Igreja Romana, mantendo a secretaria da SC de Bispos e Regulares, 26 de outubro de 1675 até 1º de setembro de 1681; pró-governador até 28 de julho de 1691.
Criado cardeal sacerdote no consistório de 1º de setembro de 1681; recebeu o gorro vermelho e o título de S. Cecília, em 22 de setembro de 1681. Participou do conclave de 1689, que elegeu o papa Alexandre VIII. Camerlengo do Sacro Colégio dos Cardeais, 8 de janeiro de 1691 até 9 de janeiro de 1692; reconduzido naquele dia, até que teve que renunciar por motivos de saúde, em 10 de março de 1692. Participou do conclave de 1691, que elegeu o Papa Inocêncio XII. Optou pelo título de S. Agnese fuori le mura, em 20 de fevereiro de 1696. Optou pelo título de S. Maria in Trastevere, em 7 de abril de 1698. Participou do conclave de 1700, que elegeu o Papa Clemente XI.
Morreu em Roma em 4 de janeiro de 1704, às 13 horas, no palácio romano onde residia. Exposto na igreja de S. Lorenzo em Lucina, Roma, onde se realizou o funeral a 7 de março de 1704, e sepultado na igreja de S. Salvatore delle Coppelle, Roma, em frente ao altar-mor